# Tropimenelytron americanum
Tropimenelytron americanum är en skalbaggsart som beskrevs av Vladimir I. Gusarov 2002. Tropimenelytron americanum ingår i släktet Tropimenelytron och familjen kortvingar. Inga underarter finns listade i Catalogue of Life.